# Артик
Артик (јерм. Արթիկ) град је у северозападној Јерменији, и један од три градска центра у марзу Ширак. Налази се у Ширакској равници на 105 км северозападно од Јеревана. 
Кроз град пролази пруга на релацији Маралик-Артик-Гјумри. Статус градског центра има од 1945. године. 
Према проценама за 2010. у граду је живело 17.400 становника, а основу популације чине Јермени.
У близини града налазе се велика налазишта грађевинског материјала, посебно вулканског туфа. Ревир обухвата површину од око 220 км², дебљине наслага су 6 до 7 m, а укупне залихе се процењују на 250 милиона м³. Ово је уједно и једно од највећих лежишта ове врсте камена у целом некадашњем Совјетском Савезу.
У самом граду налазе се црква свете Марине из V века и цркве светих Геворга и Стефана (Лмбатаванк) из VII века. Једино је Лмбатаванска црква у исправном стању, док су преостале две добрим делом у рушевинама. Током археолошких истраживања 1960. у граду је пронађена и некропола из бронзаног доба.

## Партнерски градови
- Во ан Велен, Департман Рона, Француска

- Лмбатаванска црква
- Рушевине цркве светог Геворга из 7. века